# Klematismalmätare

Klematismalmätare, Eupithecia haworthiata är en fjärilsart som beskrevs av Henry Doubleday 1856. Klematismalmätare ingår i släktet Eupithecia och familjen mätare, Geometridae. Arten är reproducerande i Sverige. En underart finns listad i Catalogue of Life, Eupithecia haworthiata transsylvanaria Dannehl, 1933.

## Bildgalleri

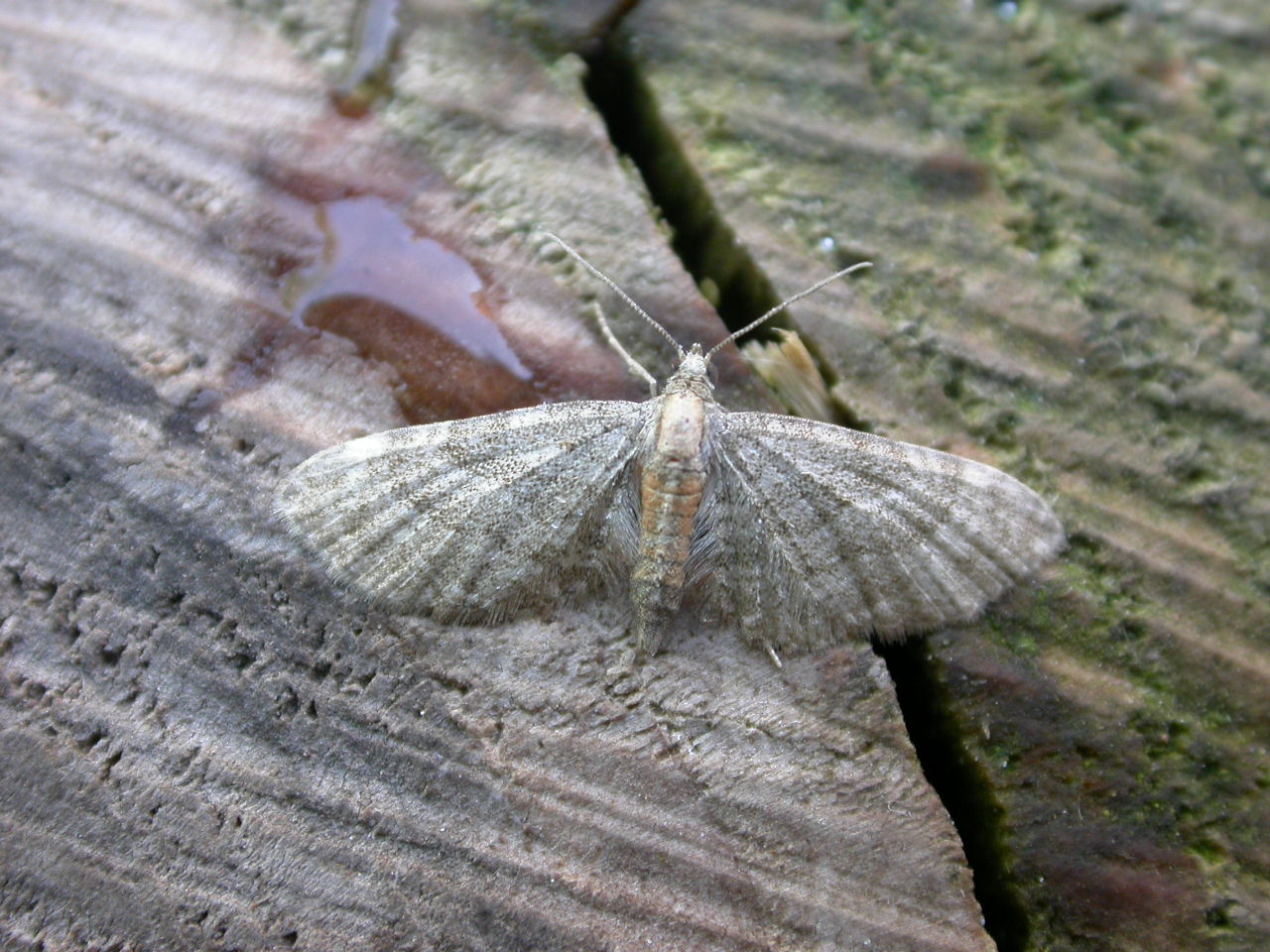
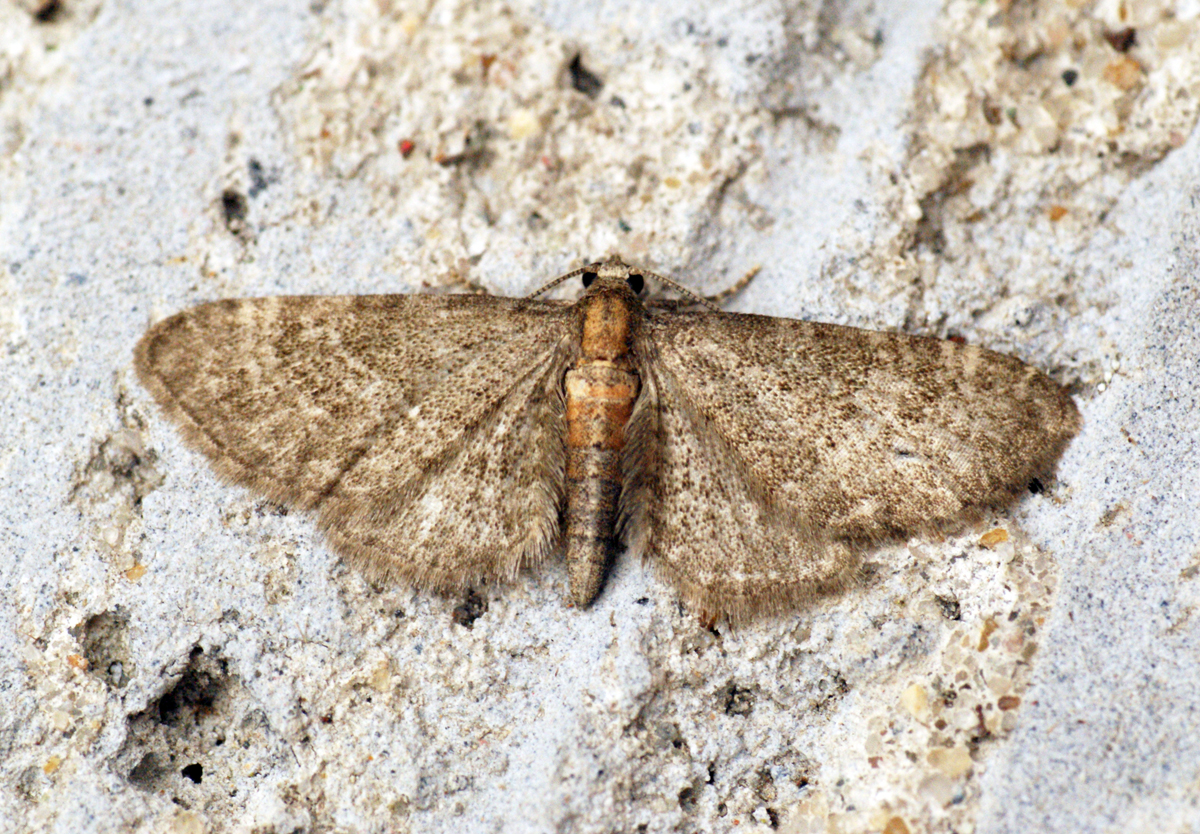